# Wawrzyniec Cieszyński

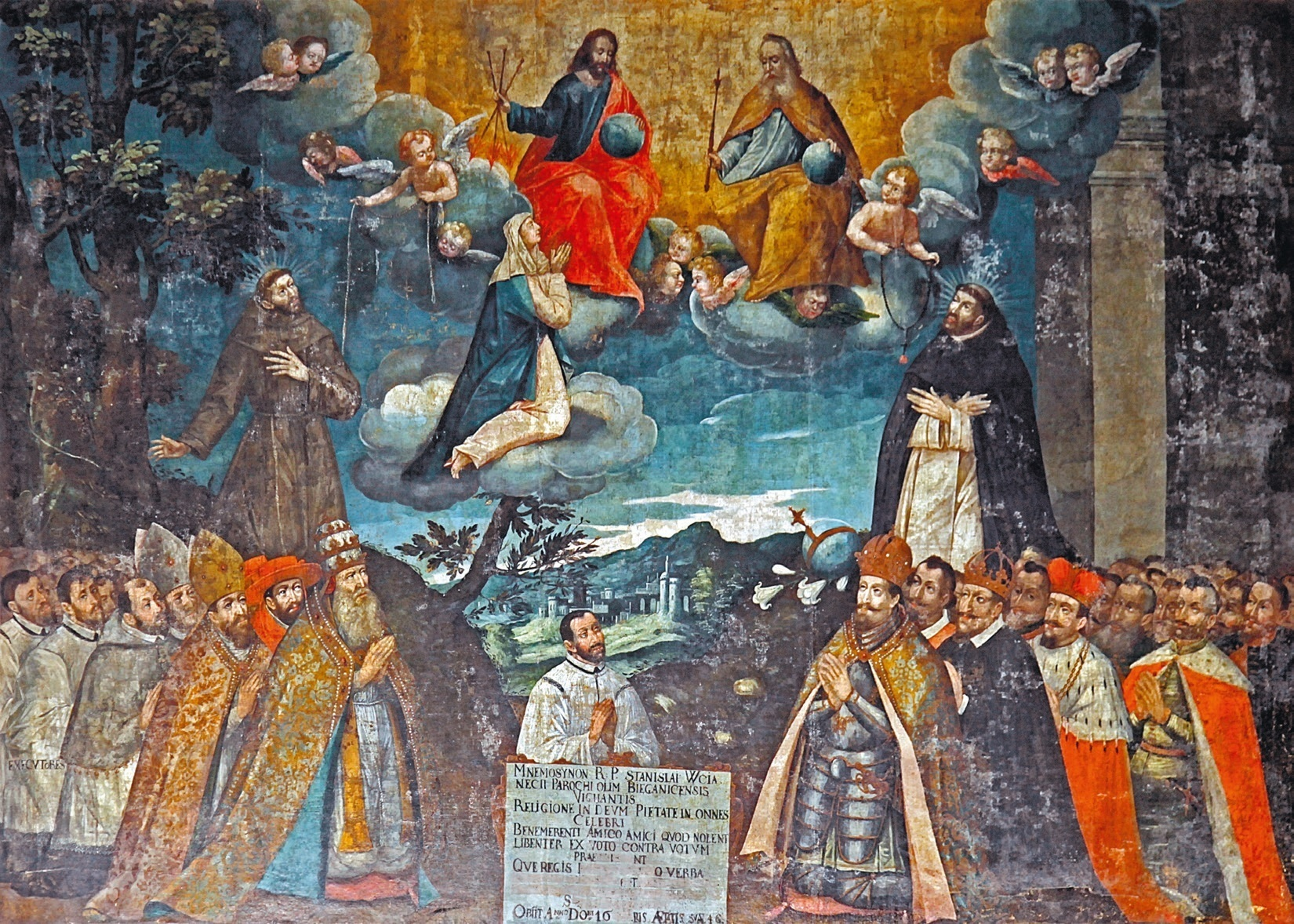
Heilige Dreieinigkeit, 1620, Basilika St. Margareta in Nowy Sącz

Wawrzyniec Cieszyński († 1650 in Krakau, Polen-Litauen) war ein polnischer Barockmaler, der vor allem in und um Krakau wirkte. Er stammte aus Teschen.

## Leben
Cieszyński stammte aus dem Herzogtum Teschen. Er wanderte nach Krakau aus, wo er das Bürgerrecht und ein Haus an der Burgstraße erwarb. Er war Schüler von Tommaso Dolabella. Ab 1616 gehörte er zur Krakauer Malergilde, 1619 erlangte er den Meisterbrief. 1630, 1633 und 1639 war er Vorsteher der Malergilde. Ab 1617 malte er aufgrund eines Vertrags mit der Äbtissin Zofia Boczkowska Fresken in dem Klarissenkloster in Stary Sącz. Sein Sohn Kazimierz wurde ebenfalls Maler.